# 올레크 스뱌토슬라비치

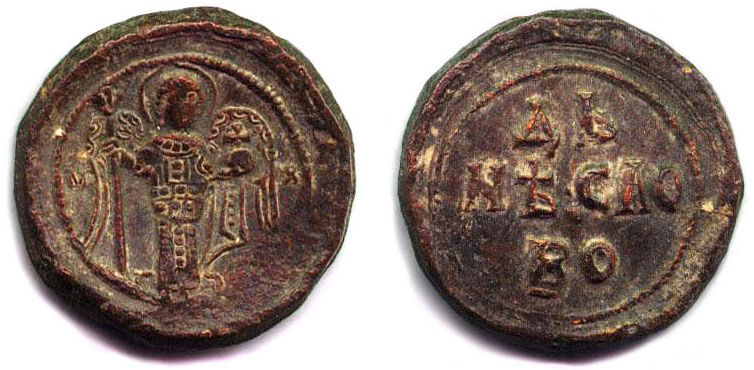

올레크 스뱌토슬라비치(러시아어: Олег Святославич, 1052년경 ~ 1115년 8월)는 류리크 왕조 출신의 공작이다. 11세기, 12세기 키예프 대공국에서 일어난 정정 불안의 도화선 역할을 했던 인물로 알려져 있다.
류리크 왕조의 방계인 올레그가(올고비치)의 중시조다.

## 생애
키예프 대공국의 스뱌토슬라프 2세 대공과 그의 첫 번째 아내인 킬리키야(Killikiya)의 아들로 태어났다. 1073년부터 1076년까지 볼로디미르볼린스키 공작, 1083년부터 1094년까지 티무타라칸 공작을 역임했다.
1094년 킵차크인의 지원을 통해 체르니히우 원정에 직접 나섰으며 1094년부터 1096년까지 체르니히우 공국 공작을 역임했다. 그렇지만 블라디미르 2세 모노마흐 대공의 아들들이 반격에 나서면서 불리해졌다.
1096년에 열린 평화 협상을 통해 노우호로드시베르스키를 획득했고 1096년부터 1115년까지 노우호로드시베르스키 공작으로 임명되었다. 그의 자녀로는 아들인 프세볼로트 2세, 이고리 2세가 있다.